# Alexander Job
Alexander Job (* 29. Mai 1976) ist ein deutscher Handballtrainer und ehemaliger Handballspieler.

## Karriere
Alexander Job spielte in der 2. Handball-Bundesliga von 1995 bis 1997 bei der SG Leutershausen und anschließend bis 2002 bei der TSG Friesenheim. Dann wechselte der 1,84 Meter große Rückraumspieler in die 1. Bundesliga zum VfL Pfullingen, wo er zwei Jahre spielte. Nachdem er von 2004 bis 2008 für die HBW Balingen-Weilstetten aufgelaufen war, kehrte er zum zwischenzeitlich aufgrund einer Insolvenz in die Württembergliga abgestiegenen VfL Pfullingen zurück. Hier war er ab 2009 als Spielertrainer tätig. 2010, zum Ende seiner Spielerlaufbahn, stieg er mit Pfullingen in die Oberliga Baden-Württemberg auf. Zwischen 2013 und 2015 trainierte Job den Frauen-Bundesligisten TuS Metzingen. Job übernahm zur Saison 2017/18 die Männermannschaft der SG H2Ku Herrenberg. Mit dem Verlassen dieser unterschrieb Job zum Vorbereitungsbeginn der Saison 2019/20 einen Vertrag bei der HSG Rietheim/Weilheim. Seit der Saison 2023/24 ist Job Trainer beim Landesligisten TV Spaichingen, mit dem er im April 2025 in die Verbandsliga aufstieg.